# Jens Jørn Bertelsen
Jens Jørn Haahr Bertelsen (* 15. února 1952, Guldager) je bývalý dánský fotbalista. Obvykle nastupoval na pozici defenzivního záložníka. S dánskou reprezentací získal bronzovou medaili na mistrovství Evropy v roce 1984 (odehrál na turnaji 4 zápasy). Zúčastnil se též mistrovství světa v roce 1986 (3 zápasy). Za národní tým nastupoval v letech 1976–1987 a odehrál za něj 69 utkání, v nichž vstřelil dva góly. V domácí lize hrál za Esbjerg fB (1973–1982, 1987–1988). Hrál též za belgický RFC Seraing (1982–1984), francouzský FC Rouen (1984–1985) a švýcarský FC Aarau (1985–1986). S Esbjergem se v roce 1979 stal mistrem Dánska, v roce 1976 s ním získal dánský pohár. Ve stejném roce byl vyhlášen dánským fotbalistou roku. Měl přezdívku Sjønne. Po skončení hráčské kariéry koupil lokální řetězec restaurací Jensens Bøfhus, který vlastní dodnes. 